# Tania Ortiz
Tania Ortiz Calvo (ur. 30 października 1965 w Camagüey) – kubańska siatkarka, medalistka igrzysk olimpijskich.

## Życiorys
Ortiz była w składzie reprezentacji Kuby podczas igrzysk olimpijskich 1992 w Barcelonie. Jej reprezentacja zdobyła złoty medal. W 1994 roku została wraz z reprezentacją mistrzynią świata na turnieju rozgrywanym w Brazylii. Zdobywczyni pucharu świata w piłce siatkowej w 1989 i 1991 roku oraz srebrna medalistka z 1985 roku. Mistrzyni igrzysk panamerykańskich z 1991. Mistrzyni igrzysk Ameryki Środkowej i Karaibów z 1986 i 1990. Srebrna medalistka mistrzostw Ameryki Północnej, Środkowej i Karaibów z 1981 roku.